# Doropygella normani
Doropygella normani is een eenoogkreeftjessoort uit de familie van de Notodelphyidae. De wetenschappelijke naam van de soort is voor het eerst geldig gepubliceerd in 1878 door Brady.